# Langues bari
Les langues bari sont un groupe de langues de l'ensemble nilotique, rattaché à la famille nilo-saharienne.
Elles sont parlées essentiellement dans le Soudan du Sud.

## Classification

Localisation des langues bari au Soudan du Sud

Les langues bari font partie du sous-groupe oriental des langues nilotiques. Ces dernières constituent un groupe de langues rattachées aux langues soudaniques orientales, à l'intérieur de l'ensemble nilo-saharien.
Selon Voßen les langues bari sont : le bari, le kakwa, le mandari, le nyangwara, le kuku, le ngyepu, le pöjulu.
Le statut de ces parlers n'est pas clairement établi. Si Voßen traite ces parlers comme des dialectes du bari, il utilise aussi le terme de langues bari pour les désigner.

## Sources
- (en) Voßen, Rainer, The Eastern Nilotes. Linguistics and Historical Reconstructions, Kölner Beiträge zur Afrikanistik  no 9, Berlin, Dietrich Reimer Verlag, 1982  (ISBN 3-496-00698-6)